# Birkenhead Peak
Birkenhead Peak är en bergstopp i Kanada.   Den ligger i provinsen British Columbia, i den sydvästra delen av landet, 3 500 km väster om huvudstaden Ottawa. Toppen på Birkenhead Peak är 2 506 meter över havet.
Terrängen runt Birkenhead Peak är huvudsakligen mycket bergig. Trakten runt Birkenhead Peak är nära nog obefolkad, med mindre än två invånare per kvadratkilometer..
I omgivningarna runt Birkenhead Peak växer i huvudsak barrskog.